# Coby Dietrick
Coby Joseph Dietrick (Riverside, 23 luglio 1948) è un ex cestista statunitense, professionista nella ABA, nella NBA e in Italia.

## Carriera
Venne selezionato dai San Francisco Warriors al decimo giro del Draft NBA 1970 (155ª scelta assoluta).

## Palmarès
- Quattordicesimo per numero di stoppate di sempre ABA
- Ventisettesimo miglior giocatore per palle rubate di sempre ABA